# Chico Freeman
Chico Freeman (rodným jménem Earl Lavon Freeman Jr.; * 17. července 1949 Chicago) je americký jazzový saxofonista, syn saxofonisty Von Freemana. V dětství hrál na trubku a když přešel k saxofonu, doprovázel nejprve bluesové hudebníky, jako byl například Memphis Slim, ale nedlouho poté přešel k jazzu. Své první album nazvané Morning Prayer vydal v roce 1976 a následovala jej řada dalších. Během své kariéry spolupracoval s řadou dalších hudebníků, mezi které patří Lester Bowie, McCoy Tyner, Jack DeJohnette a Kip Hanrahan.